# Elecciones estatales de Aguascalientes de 2013
Las elecciones estatales de Aguascalientes de 2013 se realizaron el domingo 4 de julio de 2013 y en ellas se renovaron los siguientes cargos de elección popular del estado mexicano de Aguascalientes:
- 27 diputados del Congreso del Estado. 18 electos por mayoría relativa y 9 designados mediante representación proporcional para integrar la LXII Legislatura.
- 11 ayuntamientos. Compuestos por un presidente municipal y sus regidores, electos para un periodo de tres años.

## Candidaturas y coaliciones

### Unidos por ti
En el caso del municipio de Aguascalientes en el transcurso del 2012 se habían manifestado Jose Luis Novales Arellano, Antonio Martín del Campo, Felipe González Ramírez (hijo del exgobernador Felipe González González), el diputado federal Ruben Camarillo Ortega, Arturo Gonzalez Estrada, Jaime del Conde Ugarte, el exalcalde Alfredo Reyes Velázquez, el exdiputado federal Ernesto Ruiz Velasco, en participar por la candidatura en el Municipio. El 13 de diciembre dio inicio, a una encuesta telefónica para ver cual de los perfiles anteriormente mencionados es el más conocido, en el municipio de Aguascalientes.
De acuerdo a la encuesta aplicada,  se dio a conocer el resultado de la misma encuesta, en donde Martín del Campo aparece como puntero y favorito.
EL 4 de febrero el comité estatal del PRD decide aliarse con el PAN. En la denominada “Alianza amplia y opositora”, en este acuerdo se concluyó con que el PRD recibiría las candidaturas a los municipios de San José de Gracia y San Francisco de los Romo.
Del 18 al 23 de febrero se llevaron a cabo los registros como precandidatos de los siguientes:
Felipe González González y Antonio Martín del Campo, quienes disputarán en la interna la candidatura blanquiazul a la Presidencia Municipal de Aguascalientes.
Francisco Javier Barrán Coleyva, precandidato a la alcaldía de Asientos
Miguel Alonso Puga, precandidato a presidente municipal por San Francisco de los Romo, su suplente Jesús Martínez Luévano.
Enrique Romo Plasencia, precandidato a presidente municipal de Rincón de Romos.
José Antonio Arámbula López, precandidato a la Presidencia Municipal de Jesús María. Su suplente, Alfonso Alejandro Jurado Ávila.
Javier Luévano, precandidato a presidente por Calvillo.
Entre otros.
El 14 de marzo anuncian formalmente la alianza "Unidos por Ti" que incluya a los partidos PAN-PRD, se acordó que el PRD postularía a los candidatos a las alcaldías de Pabellón de Arteaga, Tepezala y Rincón de Romos, junto con los distritos VIII, IX y XVIII.

### Alianza para seguir progresando
Han manifestado esperarse a los tiempos, criticando a los demás partidos en lo que restaba del 2012, por adelantarse a los tiempos indicados.
Pero se mencionaban fuertemente al cierre del 2012 los nombres de los probables aspirantes Roberto Tavarez Medina, Enrique Juárez, Miguel Ángel Juárez, Gustavo Granados Corzo.
El 7 de enero de 2013 diversos medios impresos, dieron a conocer una encuesta realizada por Millot Études Politiques (“Aguascalientes 2013. Renovación de la Presidencia Municipal de Aguascalientes”) por encargo del Consejo Nacional de la Micro y Pequeña Empresa, presenta 10 posibles candidatos priistas, en primer lugar: Blanca Rivera Río de Lozano (esposa del gobernador Carlos Lozano de la Torre), seguida de Óscar López Velarde, Alejandro Alba Felguérez, Francisco Chávez Rangel, Roberto Tavarez Medina, Alberto Solís Farías, Luis Fernando Muñoz López, Juan Carlos Rodríguez García, José de Jesús Ríos Alba y Edith Citlalli Rodríguez González.,
El 12 de enero de 2013 en asamblea el PRI decidió elegir a su candidato por medio de una convención.
El 23 de febrero de 2013 se registraron como precandidatos a la presidencia municipal de Aguascalientes: Francisco Chávez Rangel, Oscar López Velarde y Roberto Tavarez Medina. Prácticamente fueron los únicos en solicitar su registro.

### Nueva Alianza
El 14 de marzo de 2013 manifestaron que contenderán solos.

### Partido Movimiento Ciudadano.
En el resto del 2012 se había manifestado el Partido Movimiento Ciudadano por una alianza electoral con el PAN, PRD y PT. Pero el presidente estatal de dicho instituto político, el 11 de diciembre manifestó que irán solos. Destacando el 14 de marzo como uno de los precandidatos a la presidencia municipal de Aguascalientes, al polémico expanista Jose Luis Novales Arellano, expresando que buscarán a ciudadanos como candidatos.

### Partido del Trabajo
Cabe mencionar que en el PT algunos de sus miembros han manifestado por ir solos, ya que han manifestado que cuentan con perfiles ciudadanos competitivos.

## Resultados

### Congreso del Estado de Aguascalientes
|  | 32.97 % |

|  | 30.34 % |

|  | 16.95 % |

|  | 7.26 % |

|  | 4.89 % |

|  | 3.67 % |

|  | 3.52 % |

|  | 4.35 % |

|  | 100 % |

### Ayuntamientos
|  | 33.13 % |

|  | 31.69 % |

|  | 11.52 % |

|  | 9.12 % |

|  | 4.82 % |

|  | 3.49 % |

|  | 2.34 % |

|  | 96.12 % |

|  | 3.88 % |

#### Aguascalientes
|  | 40.93 % |

|  | 35.22 % |

|  | 12.97 % |

|  | 5.16 % |

|  | 1.92 % |

|  | 95.66 % |

|  | 4.34 % |

#### Asientos
|  | 40.86 % |

|  | 30.12 % |

|  | 23.38 % |

|  | 1.84 % |

|  | 0.99 % |

|  | 97.17 % |

|  | 2.83 % |

#### Calvillo
|  | 53.46 % |

|  | 30.63 % |

|  | 7.30 % |

|  | 2.80 % |

|  | 1.24 % |

|  | 95.44 % |

|  | 4.56 % |

#### Cosío
|  | 47.62 % |

|  | 27.00 % |

|  | 21.39 % |

|  | 1.75 % |

|  | 0.79 % |

|  | 98.56 % |

|  | 1.44 % |

#### Jesús María
|  | 49.62 % |

|  | 33.62 % |

|  | 8.76 % |

|  | 3.70 % |

|  | 1.25 % |

|  | 96.94 % |

|  | 3.06 % |

#### Pabellón de Arteaga
|  | 34.23 % |

|  | 33.36 % |

|  | 19.44 % |

|  | 8.46 % |

|  | 1.33 % |

|  | 96.81 % |

|  | 3.19 % |

#### Rincón de Romos
|  | 31.57 % |

|  | 23.95 % |

|  | 20.85 % |

|  | 16.89 % |

|  | 3.01 % |

|  | 96.81 % |

|  | 3.19 % |

#### San José de Gracia
|  | 37.14 % |

|  | 25.01 % |

|  | 18.71 % |

|  | 11.52 % |

|  | 6.07 % |

|  | 98.44 % |

|  | 1.56 % |

#### Tepezalá
|  | 33.17 % |

|  | 27.71 % |

|  | 20.52 % |

|  | 13.01 % |

|  | 3.40 % |

|  | 97.81 % |

|  | 2.19 % |

#### El Llano
|  | 41.74 % |

|  | 40.09 % |

|  | 8.99 % |

|  | 5.59 % |

|  | 1.19 % |

|  | 97.70 % |

|  | 2.40 % |

#### San Francisco de los Romo
|  | 40.32 % |

|  | 31.25 % |

|  | 21.00 % |

|  | 2.43 % |

|  | 2.25 % |

|  | 97.26 % |

|  | 2.74 % |